# Ixora euosmia
Ixora euosmia är en måreväxtart som beskrevs av Karl Moritz Schumann. Ixora euosmia ingår i släktet Ixora och familjen måreväxter. Inga underarter finns listade i Catalogue of Life.